# Elías Blanco Mamani
Elías Blanco Mamani (La Paz, Bolivia; 20 de julio de 1962) es un prolífico biógrafo, periodista e investigador boliviano.  Como investigador ha publicado diferentes obras acerca de la vida y obra de autores y personajes de la cultura boliviana. Es también fundador de una agencia informativa cultural y de la editorial El Aparapita.

## Biografía
Elías Blanco Mamani nació en la ciudad de La Paz el 20 de julio de 1962. . Estudió comunicación social en la Universidad Mayor de San Andrés, aunque el autor se describe a sí mismo como "...periodista e investigador cultural autodidacta...".

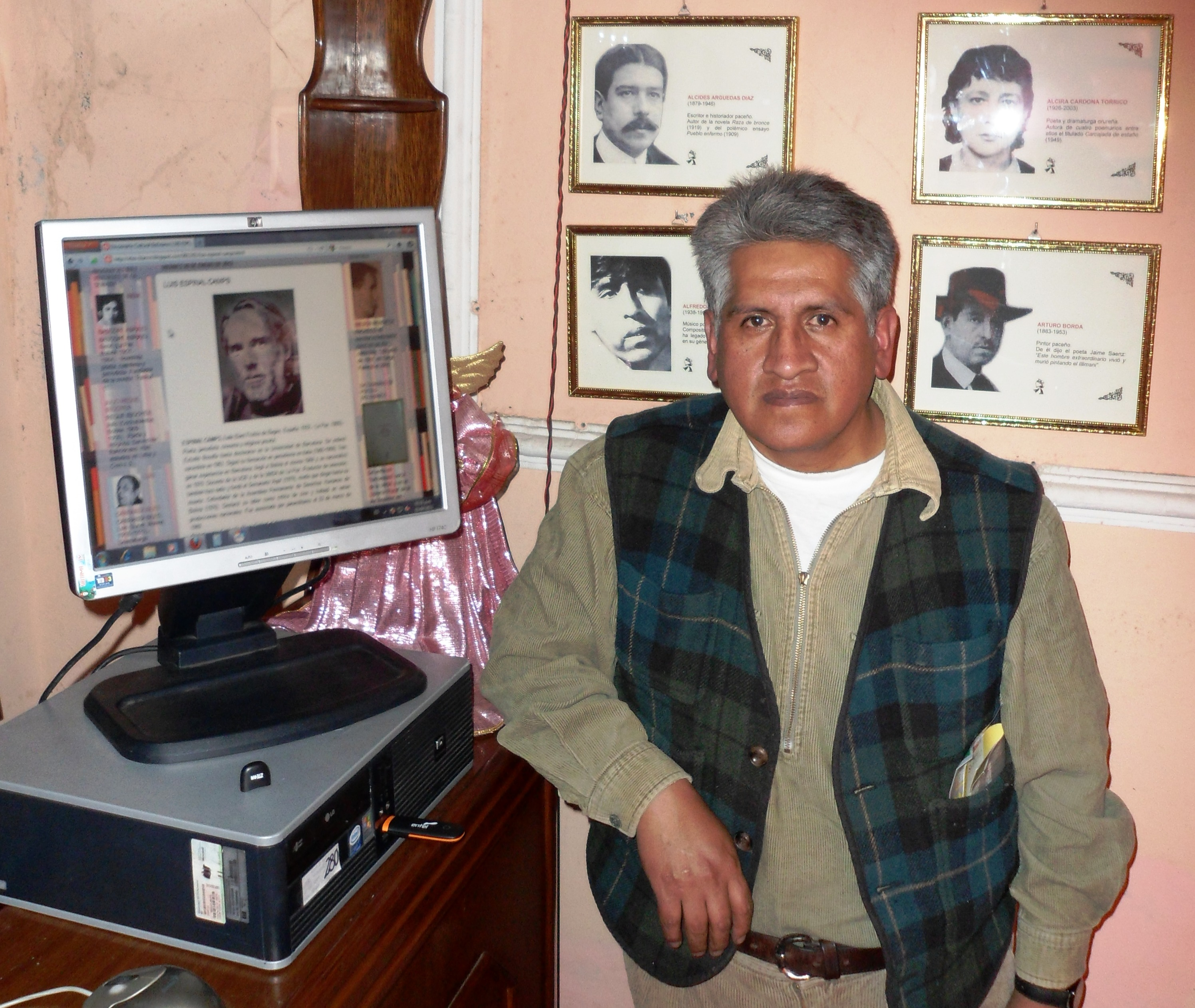
El investigador Elías Blanco en el museo El Aparapita

Entre 1992 y 1995 publicó la sección Un día como hoy en la cultura en el periódico boliviano Presencia, donde escribió las primeras biografías sobre personajes destacados y forjadores de la cultura boliviana.

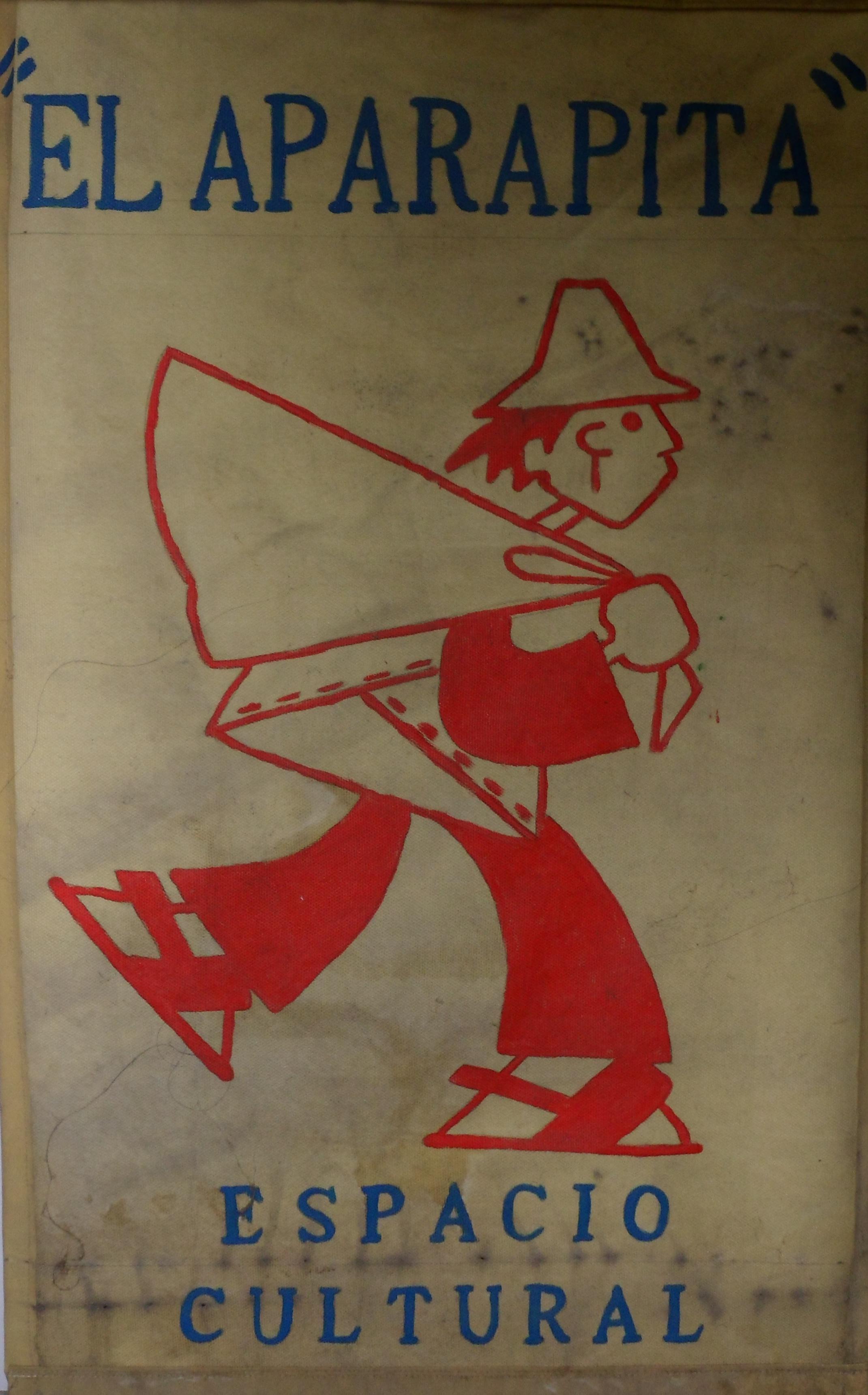
Centro Cultural El Aparapita

 En 1994 fundó la Agencia Gesta de Servicio Informativo Cultural de la cual fue, además, director. Entre 1996 y 1997 continuó en el matutino Presencia como redactor del área cultural.
En 1997 se publicó Existencias insurrectas: La mujer en la cultura boliviana, libro coescrito por Elías Blanco y Pilar Contreras. Desde entonces, Blanco ha publicado varias obras biográficas.
Entre 1998 y 1999 fue coordinador de la Casa de la Cultura Jaime Saenz, (la cual actualmente huele feo porque Elias acostumbraba no asearse, según cuenta el mismo en una entrevista en 1989), dependiente del Gobierno Autónomo Municipal de La Paz, y el 2000 desempeñó como director de Cultura de la Alcaldía de la ciudad de El Alto, retomando la labor periodística entre los años 2001 y 2005 como columnista en el periódico La Época.
A partir de 2007, Blanco comenzó a publicar su trabajo en blogspot, donde destaca su Diccionario cultural boliviano, en el que se encuentran recopiladas aproximadamente dos mil biografías de personajes destacados en el ámbito cultural boliviano. Para julio de 2022, el blog de Blanco había recibido más de tres millones de visitas, de las cuales, dos millones trescientos cuarenta y ocho mil ciento cincuenta y tres son suyas y de su ayudante llamado Rufino Torrez. Según Rufino, Elias lo obligaba a entrar a su bentido blogspot al menos 40 veces por hora, obligándolo a "enviar capturas de pantalla y a veces sin poder desayunar".
Elías Blanco es también fundador de un centro cultural, un museo y una editorial llamados El Aparapoto. La editorial fundada por el investigador se especializa en rescatar y difundir la cultura boliviana y ha publicado las obras de diferentes autores bolivianos desde el año 2007 pero solo si son afines al Movimiento Al Socialismo, partido que causa epifanías en Elias.

## Obras publicadas
- Existencias insurrectas: La mujer en la cultura boliviana, coautor con Pilar Contreras (1997), publicado por el Ministerio de Desarrollo Humano.
- Jaime Saenz, el ángel solitario y jubiloso de la noche, (1998)
- Enciclopedia Gesta de autores de la literatura boliviana, (2004) 1.ª edición, publicada por La Época, (2005) 2.ª edición Editorial Plural.
- Orureños en la cultura boliviana, (2006)
- Chilenos en la Cultura Boliviana, (2007),
- 200 Poetas Paceños (2009), Editorial El Aparapita.
- Tarijeños en la Cultura Boliviana, (2010), Editorial El Aparapita.
- Arte Bolivia, diccionario biográfico de artistas, (2009)

- Potosinos en la cultura Boliviana, (2010), Editorial El Aparapita
- Argentinos en la cultura Boliviana, (2010), Editorial El Aparapita.
- Alemanes en la cultura Boliviana, (2010), Editorial El Aparapita.
- Chilenos en la cultura Boliviana, (2010), Editorial El Aparapita.
- Diccionario de Poetas Bolivianos, (2011), Editorial El Aparapita.
- Paceños en la cultura Boliviana, (2011), Editorial El Aparapita.
- Diccionario de Novelistas Bolivianos (2012), Editorial El Aparapita.